# Communauté de communes de l'Houtland
De Communauté de communes de l'Houtland (lett. 'Gemeenschap van gemeenten van het Houtland') is een voormalig gemeentelijk samenwerkingsverband in het zuidwesten van de Franse Westhoek. Op 1 januari 2014 is deze opgegaan in de nieuw gevormde Intercommunale Binnen-Vlaanderen.
Het samenwerkingsverband bestond uit de volgende zeven gemeenten in het noorden van de eveneens voormalige kantons Hazebroek-Noord en Hazebroek-Zuid:
- Ebblingem
- Hondegem
- Kaaster (Caëstre)
- Linde
- Ruisscheure (Renescure)
- Stapel
- Zerkel (Sercus)